# Ordo Templi Orientis
Ordo Templi Orientis (O.T.O.) er en international orden og religiøs organisation. Ordenens grader og ritualer blev oprindeligt udviklet af den tyske okkultist Theodor Reuss (1855 - 1923) i 1880-erne. Den engelske okkultist Aleister Crowley blev indviet i OTO i 1910.

## OTO ogThelema
OTO var den første frimuriske organisation der accepterede loven Thelema, som er formuleret i sætningen: "Gør hvad du vil skal være hele Loven". Thelemitter tror på at denne lov blev etableret med Lovens Bog af Aleister Crowley i 1904 i Kairo, Egypten.

## Grader
OTO's struktur minder om den man finder hos Frimurerne, med en række af initiationsgrader. OTO indeholder også Ecclesia Gnostica Catholica eller Den Gnostiske Katolske Kirke, som er den kirkelige gren af ordenen. Dens centrale rite, som er offentlig, kaldes Liber XV eller den Gnostiske Messe. OTO har over 3000 medlemmer i 58 lande; cirka halvdelen er bosat i USA.

## OTO i Danmark
OTO kom oprindeligt til Danmark gennem frimureren, okkultisten og luciferianeren Carl William Hansen, der i 1921 blev udnævnt til Højeste og Helligste Konge for Danmark. Efter Hansens død i 1936 blev ordenen overtaget af psykologen og frimureren Grunddal Sjallung, der havde en væsentlig indflydelse på dansk frimureri. Grunddal Sjallung var i en kort periode omkring 1938 i kontakt med Aleister Crowley. 
Hverken Carl William Hansen eller Grunddal Sjallung arbejdede efter de ritualer og indvielsesformer som Aleister Crowley anvendte i sin version af OTO. Grunddal Sjallung grundlagde sit eget system – Ritus Hauniensis, Københavner Ritualet, der stadig praktiseres i logen Danske, Frie og Uafhængige Murere. 
I sin mere moderne form genopstod OTO i Danmark i 1988, og i 1989 åbnede den første "Lejr" (medlemssammenslutning) i Danmark under navnet Gere & Freke Lejr med hjemsted i Hjørring.
Lejren havde tætte forbindelser til den norske Hugin & Munin Oase til begyndelsen af 1990'erne. 

## OTO ledelse og fraktioner
Et kontinuerligt forløb i OTO's historie findes ikke. Adskillige personer gør krav på at lede ordenen og de forskellige fraktioner er indbyrdes meget forskellige. 

## Mysteria Mystica Aeterna
Mysteria Mystica Aeterna (M.M.A.) var en okkult orden oprettet i 1906 af Rudolf Steiner, skaberen af den esoteriske filosofi antroposofien. Den var oprettet efter tilladelse fra grundlæggerne af Ordo Templi Orientis (O.T.O).
M.M.A. var baseret på esoteriske og gnostiske traditioner med inspiration fra Rosenkreutzerne og kan have været en forløber for Steiners Antroposofisk Selskab fra 1913.
Det er omdiskuteret, om Steiner også var medlem af O.T.O, Men det er i hvert fald sikkert, at han som stormester i M.M.A. havde titlen Supremus Rex, som kun måtte bæres af dem som var indviet i O.T.O. s højeste grader. 
Steiner var stormester i M.M.A. indtil 1914.

## Eksterne links
- O.T.O Danmark Arkiveret 16. marts 2018 hos  Wayback Machine
- U.S. Grand Lodge, O.T.O.
- Danske, Frie og Uafhængige Murere Arkiveret 11. august 2019 hos  Wayback Machine
- Mysteria Mystica Aeterna på Paranormal.se
- Rudolf Steiner: Never a member of any Ordo Templi Orientis af Peter-R. Koenig